# Kureczka karolińska
Kureczka karolińska (Porzana carolina) – gatunek ptaka z rodziny chruścieli (Rallidae). Nie wyróżnia się podgatunków.

## Morfologia
WymiaryDługość ciała 19–25 cm, rozpiętość skrzydeł 35–40 cm. Masa ciała 51–126 (średnio 85) g.
WyglądWierzch głowy oliwkowobrązowy. Na skrzydłach i grzbiecie czarne plamy. Maska czarna; policzki, przód szyi oraz górna część piersi szare. Brzuch biały. Boki biało i brązowo prążkowane. Pokrywy podogonowe białe. Dziób żółty, krótki.

## Zasięg, środowisko
Wilgotne łąki i mokradła Ameryki Północnej (Kanada i USA). Zimuje od południowej części USA do północno-zachodniej części Ameryki Południowej (na południu po środkowe Peru, na wschodzie po Gujanę), a także na Karaibach.

## Ekologia i zachowanie
ZachowanieKiedy chodzi, podryguje krótkim ogonem. Hałaśliwa o zmroku.
LęgiGnieździ się na obrzeżach płytkich mokradeł, w gęstych szuwarach pałki wodnej czy turzyc. Buduje gniazdo albo na kopcu roślinności, albo przyczepia je do łodyg roślin wystających nad powierzchnię wody. Gniazdo to płytki koszyczek luźno upleciony z pałek wodnych i turzyc; jego budową zajmuje się samica, choć samiec często przynosi jej materiał roślinny. W zniesieniu najczęściej 8–11 jaj kształtu owalnego. Inkubacja trwa zwykle 16–20 dni, a zajmują się nią oboje rodzice. Pisklęta są pokryte lśniąco czarnym puchem; opuszczają gniazdo zwykle po 3–4 dniach, jeśli zostaną spłoszone to wcześniej. Są karmione przez rodziców, ale w międzyczasie uczą się też same zdobywać pożywienie. Zdolność lotu uzyskują w wieku 4 tygodni.
PożywienieZjada przede wszystkim nasiona roślin terenów podmokłych (turzyc, traw, ryżu czy rdestowatych), ale także bezkręgowce wodne (takie jak ślimaki czy owady – ważki, muchy, chrząszcze).

## Status
IUCN uznaje kureczkę karolińską za gatunek najmniejszej troski (LC, Least Concern) nieprzerwanie od 1988 roku. Ptak ten jest pospolity i jest uznawany za najliczniejszego chruściela w Ameryce Północnej. BirdLife International, w oparciu o szacunki organizacji Wetlands International z 2006 roku, uznaje globalny trend liczebności za wzrostowy, choć niektóre populacje mogą być stabilne. Z kolei według danych z North American Breeding Bird Survey, liczebność populacji w latach 1966–2019 była stabilna.